# Lee Daniels
Lee Daniels (nascido em 24 de dezembro de 1959) é um produtor, diretor e roteirista americano de cinema e televisão. Seu primeiro crédito como produtor foi Monster's Ball (2001), pelo qual Halle Berry ganhou o Oscar de Melhor Atriz, tornando Daniels o primeiro produtor de cinema afro-americano a apenas produzir um filme vencedor do Oscar. Estreou-se na direção com Shadowboxer em 2005 e desde então dirigiu os filmes Precious (2009), The Paperboy (2012, que ele co-escreveu), The Butler (2013) e The United States vs. Billie Holiday (2021). Destes, Precious foi o mais aclamado pela crítica, e foi indicado a seis Oscars, incluindo duas indicações para Daniels, de Melhor Diretor e Melhor Filme. Outros filmes que produziu incluem The Woodsman (2004), Tennessee (2008), Pimp (2018) e Concrete Cowboy (2020).
Daniels foi co-criador e co-produtor executivo das séries de TV Empire (2015–2020) e Star (2016–2019), ambas ambientadas na indústria musical.

## Juventude
Daniels nasceu em 24 de dezembro de 1959, no oeste da Filadélfia, o filho mais velho de Clara May (Watson) e William Louis Daniels. Daniels tem quatro irmãos: Cheryl, Lydia (também conhecida como Girlie), Maynard e Leah. Sua irmã mais nova, Leah Daniels-Butler, é diretora de elenco de televisão e cinema, responsável pelo elenco de muitos de seus projetos. Quando Daniels era adolescente, sua mãe providenciou para que a família de um vizinho que era mordomo do proprietário do time de hóquei Philadelphia Flyers usasse o endereço desse proprietário em Radnor para que Lee pudesse frequentar a Radnor High School pública. Em 1975, quando Daniels tinha 15 anos, seu pai, que era policial, foi morto no cumprimento do dever. Ele se formou na Radnor High School em 1978.
Depois de se formar na Radnor, Daniels frequentou a Universidade Lindenwood em St. Charles, Missouri. No entanto, ele logo percebeu que a escola de artes liberais não era para ele, e mudou-se para Hollywood, Los Angeles, eventualmente trabalhando como recepcionista em uma agência de enfermagem. Em pouco tempo, Daniels abriu a sua própria agência de enfermagem, especializada no tratamento do HIV/AIDS. Eventualmente, ele vendeu sua agência de enfermagem e passou para o elenco. Ele começou sua carreira no entretenimento como diretor e gerente de elenco após um encontro casual com um produtor de Hollywood, trabalhando em projetos como Purple Rain e Under the Cherry Moon. Ele continuou gerenciando talentos. O documentário My Big Break apresenta Daniels no início de sua carreira, quando ele era empresário do ator Wes Bentley, que estrelou como Ricky Fitts em American Beauty. No documentário, Daniels comenta a relutância de Bentley em capitalizar seu novo status de celebridade.

## Carreira

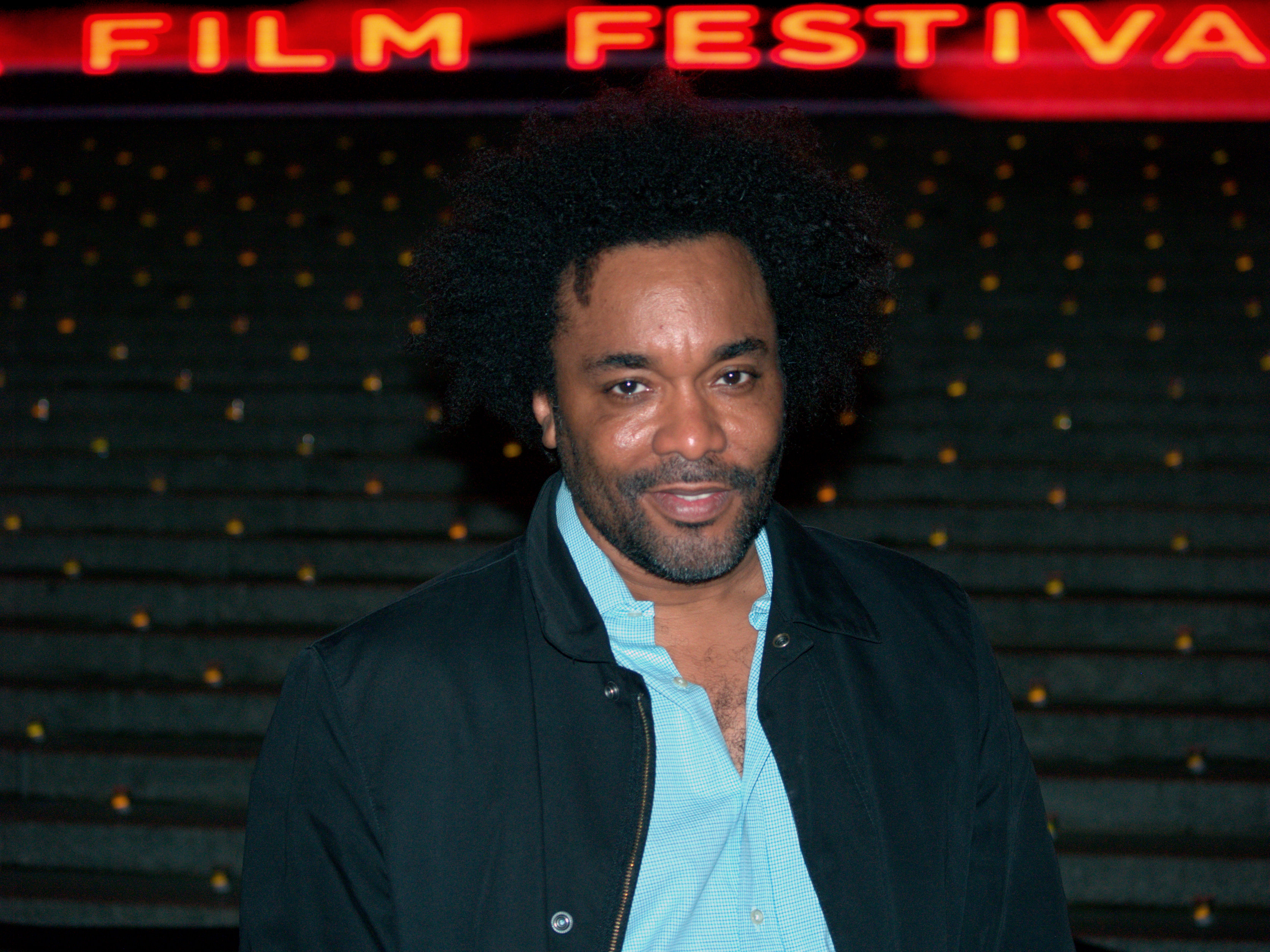
Daniels no Festival de Cinema de Tribeca de 2009

Monster's Ball, a produção de estreia da Lee Daniels Entertainment, foi um sucesso de crítica e bilheteria. Halle Berry ganhou o Oscar de Melhor Atriz; o filme também foi indicado para Melhor Roteiro Original. Daniels disse que não compareceu ao Oscar quando o filme ganhou, citando seus desafios com o vício e sua luta para saber se ele "merecia" comparecer, de acordo com uma entrevista emocionante na MSNBC em 2019.
Sua produção de 2004, The Woodsman, estrelada por Kevin Bacon, Kyra Sedgwick e Mos Def, estreou no Festival Sundance de Cinema. Recebeu três indicações no Independent Spirit Awards de 2005, o Prêmio CICAE Arthouse no Festival de Cinema de Cannes, o Prêmio do Júri no Festival Internacional de Cinema de Deauville e um prêmio de "Menção Especial por Excelência em Cinema" do National Board of Review. O ex-presidente Bill Clinton convenceu Daniels a produzir anúncios de serviço público para encorajar os jovens negros a votar. A campanha foi lançada em março de 2004 e contou com os vencedores do Grammy LL Cool J e Alicia Keys.
Seu primeiro trabalho como diretor, Shadowboxer de 2006, estreou no Festival Internacional de Cinema de Toronto. Estrelou Helen Mirren, Cuba Gooding Jr., Stephen Dorff, Vanessa Ferlito, Mo'Nique, Joseph Gordon-Levitt, e Macy Gray. Foi indicado a Melhor Novo Diretor no Festival Internacional de Cinema de San Sebastián.
Sua produção de 2008, Tennessee foi escrita por Russell Schaumberg e dirigida por Aaron Woodley (Rhinoceros Eyes); o filme é sobre dois irmãos, interpretados por Adam Rothenberg e Ethan Peck, que viajam do Novo México ao Tennessee em busca de seu pai distante. No caminho eles conhecem Krystal (Mariah Carey), uma aspirante a cantora que foge de seu marido controlador (Lance Reddick) para se juntar a eles em sua jornada.
Seu filme de 2009, Precious contou a história de uma garota obesa e analfabeta de 16 anos (Gabourey Sidibe) que mora em um cortiço da Seção 8 no Harlem. Ela engravidou duas vezes de seu pai, Carl, e sofre abusos físicos, sexuais e emocionais de longa duração por parte de sua mãe desempregada, Mary (Mo'Nique). Carey apareceu como assistente social. O filme foi exibido no Festival Sundance de Cinema de 2009 e recebeu grande aclamação. Mo'Nique ganhou o Oscar de Melhor Atriz Coadjuvante, Daniels foi indicado ao Oscar de Melhor Diretor e o filme recebeu uma indicação de Melhor Filme. Foi um sucesso financeiro, arrecadando US$ 63 milhões em todo o mundo, contra um orçamento de US$ 10 milhões.
Daniels dirigiu The Paperboy (2012), baseado no romance de 1995 de Pete Dexter, que escreveu o roteiro original que foi desenvolvido por Daniels; foi estrelado por Matthew McConaughey, Zac Efron, John Cusack e Nicole Kidman. O filme concorreu à Palma de Ouro no Festival de Cinema de Cannes de 2012.
Ele dirigiu o drama histórico The Butler (2013), estrelado por Forest Whitaker, John Cusack, Jane Fonda, Mariah Carey, Terrence Howard, Alan Rickman e Oprah Winfrey. The Butler recebeu críticas positivas dos críticos e arrecadou mais de US$ 100 milhões nos Estados Unidos contra um orçamento de US$ 30 milhões.
Empire, uma série de televisão criada por Daniels, estreou em 7 de janeiro de 2015. Daniels dirigiu o primeiro episódio e co-escreveu com o roteirista de The Butler Danny Strong. A série é estrelada por Terrence Howard e Taraji P. Henson e é sobre o império musical de uma família. Em maio de 2021, Daniels e sua produtora Lee Daniels Entertainment estenderam seu acordo geral com a 20th Television.
Em janeiro de 2022, a Netflix venceu uma guerra de licitações para um filme de terror e suspense no estilo exorcismo, dirigido por Daniels, por mais de 65 milhões de dólares. Em abril de 2022, foi anunciado que Tasha Smith estrelaria o filme. Em abril de 2022, foi anunciado que Daniels desenvolverá e dirigirá uma minisérie baseada em Sammy Davis Jr. para a 20th Television e Hulu, com Elijah Kelley estrelando como Davis.

## Ativismo
Em junho de 2016, a Human Rights Campaign divulgou um vídeo em homenagem às vítimas do tiroteio na boate de Orlando; no vídeo, Daniels e outros contaram as histórias das pessoas mortas ali.

## Prêmios e homenagens
Em 2010, Grace Hightower De Niro, que apareceu em Precious, presenteou Daniels com o Creative Spirit Award do Instituto Pratt.
Em 2015, Daniels foi listado como um dos nove segundos classificados como Personalidade do Ano do The Advocate.
Em 2 de dezembro de 2016, Daniels recebeu uma estrela na Calçada da Fama de Hollywood por suas contribuições à indústria televisiva.
Em 8 de fevereiro de 2018, a amfAR (a Fundação para a Pesquisa da AIDS) prestou homenagem a Daniels na 20ª Gala anual da amfAR em Nova Iorque. A atriz e musicista Queen Latifah entregou-lhe o AmfAR Award of Courage, descrevendo seu trabalho anterior com pacientes com HIV/AIDS. Ela também afirmou que, como uma força criativa talentosa, ele cria personagens "infalivelmente humanos", que "muitas vezes se esforçam para superar circunstâncias difíceis". No seu discurso de agradecimento, ele falou sobre uma geração perdida devido à AIDS e disse que a crise tinha levado pelo menos 40 dos seus amigos pessoais. Na luta contra a AIDS, disse que é importante “avançar quando é importante”.

## Controvérsia
Em 16 de setembro de 2015, em uma entrevista à Rolling Stone, Daniels foi questionado sobre o ator Terrence Howard, que disse que sua primeira esposa "estava falando com ele muito forte, que ele enlouqueceu e deu um tapa nela na frente dos filhos" e que ele também fez sexo com sua segunda esposa. Daniels desculpou a violência doméstica e chamou Howard de "pobre menino", dizendo que Howard "não fez nada diferente de Marlon Brando ou Sean Penn". Uma semana depois, Daniels foi processado por Penn em um processo por difamação de US$ 10 milhões. O processo afirmava que "Daniels equiparou falsamente Penn a Howard e que Penn, ao contrário de Howard, nunca havia sido preso, muito menos condenado, por violência doméstica, como suas ex-esposas, incluindo Madonna, teriam confirmado e atestado." Penn desistiu do processo em maio de 2016 depois que Daniels retirou sua declaração e se desculpou.

## Vida pessoal

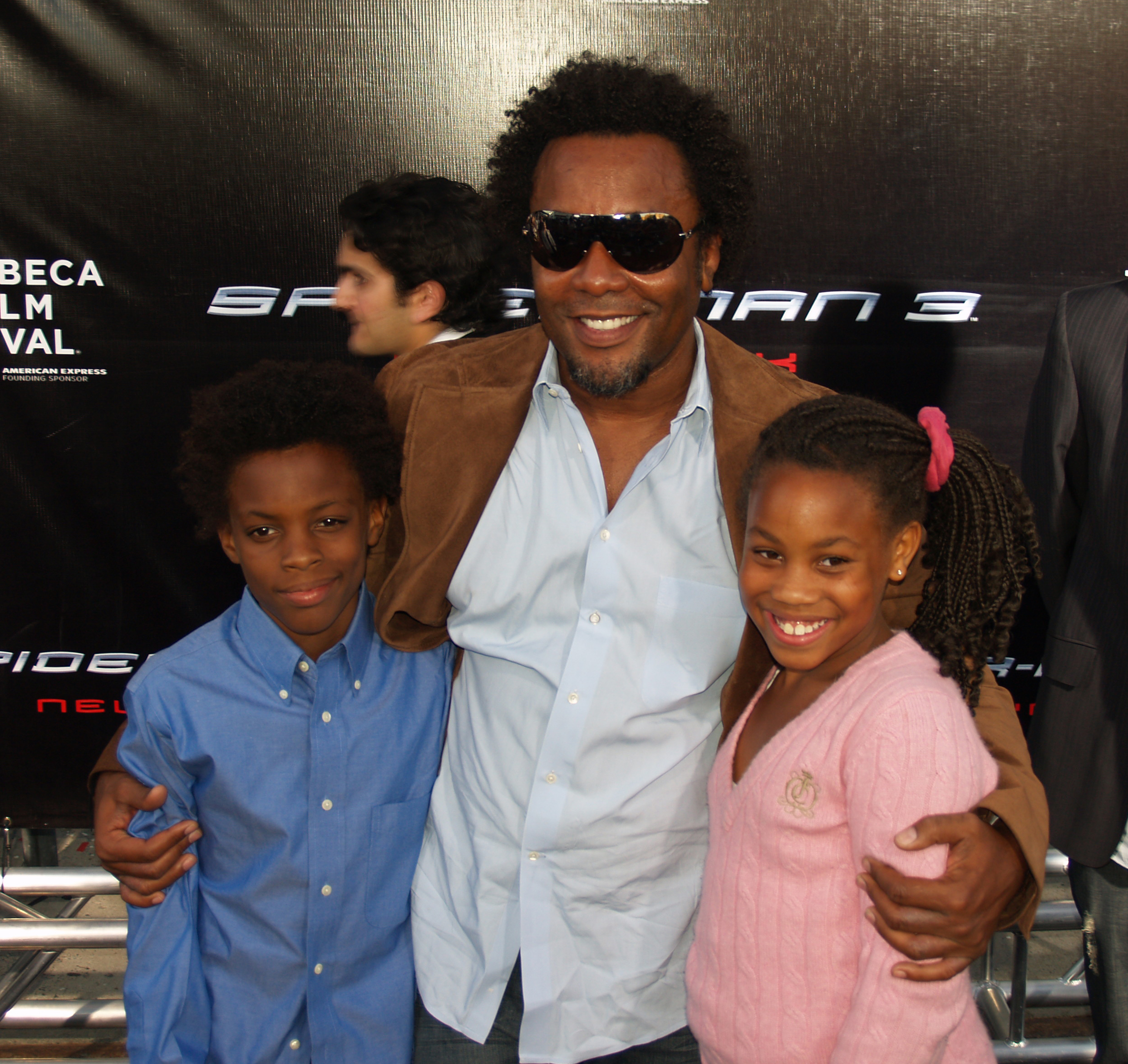
Daniels com seu filho e filha na estreia mundial de Spider-Man 3 em 2007

Daniels mora em Manhattan. Ele é gay. Ele e seu então parceiro, o diretor de elenco Billy Hopkins, adotaram a sobrinha e o sobrinho biológicos de Daniels, Clara e Liam.
Hopkins e Daniels mais tarde se separaram.
Em 2015, Daniels esclareceu sua sexualidade ao afirmar que apesar de serem gays, tanto ele quanto o ator de Empire Jussie Smollett, são sexualmente fluidos.
Jussie e eu compartilhamos o mesmo sentimento de que, sim, mesmo sendo gays, somos seres humanos sexuais... E ocasionalmente queremos dormir com uma mulher. [Risos] Talvez uma vez a cada 10 ou 15 anos, mas acontece! E tem muita gente que não quer ouvir falar disso. É uma conversa tão complicada. Não é necessariamente o corpo pelo qual a pessoa se sente atraída. Você pode sentir atração sexual pelo espírito, pela energia, pela força vital de outra pessoa. Estamos mostrando vida no Empire e não vou me desculpar por isso.

## Filmografia

### Cinema
| Ano  | Título                               | Creditado como | Creditado como | Creditado como | Creditado como |
| Ano  | Título                               | Diretor        | Escritor       | Produtor       | Ator           |
| ---- | ------------------------------------ | -------------- | -------------- | -------------- | -------------- |
| 1986 | A Little Off Mark                    |                |                |                | Sim            |
| 2001 | Monster's Ball                       |                |                | Sim            |                |
| 2004 | The Woodsman                         |                |                | Sim            |                |
| 2004 | Agnes und seine Brüder               |                |                |                | Sim            |
| 2005 | Shadowboxer                          | Sim            |                | Sim            |                |
| 2008 | Tennessee                            |                |                | Sim            |                |
| 2009 | Precious                             | Sim            |                | Sim            |                |
| 2012 | The Paperboy                         | Sim            | Sim            | Sim            |                |
| 2013 | Lee Daniels' The Butler              | Sim            |                | Sim            |                |
| 2018 | Pimp                                 |                |                | Sim            |                |
| 2020 | Concrete Cowboy                      |                |                | Sim            |                |
| 2021 | The United States vs. Billie Holiday | Sim            |                | Sim            |                |
| TBA  | The Deliverance                      | Sim            | Sim            | Sim            |                |

### Televisão
| Ano           | Título                                  | Notas                                              |
| ------------- | --------------------------------------- | -------------------------------------------------- |
| 2015–2020     | Empire                                  | Co-criador, produtor executivo, diretor e escritor |
| 2016–2019     | Star                                    | Co-criador, produtor executivo, diretor e escritor |
| 2021—presente | The Ms. Pat Show                        | Produtor executivo                                 |
| 2021—2023     | The Wonder Years                        | Produtor executivo                                 |
| TBA           | The Spook Who Sat by the Door           | Produtor executivo                                 |
| TBA           | Minisérie sem título de Sammy Davis Jr. | Criador e diretor                                  |

### Como ele mesmo
| Ano  | Título                   |
| ---- | ------------------------ |
| 2009 | My Big Break             |
| 2010 | The Black List: Volume 3 |
| 2022 | Finding Your Roots       |